# Zuaver
Zuaver (fra fransk zouaves, efter zouaoua- eller zwawa-stammen) var en slags fransk elitefodfolk, oprettet 1830 af general Clauzel efter erobringen af Algier. Styrken var da 2 bataljoner. Mandskabet var i begyndelsen indfødte kabylere, befalingsmandskorpset var fransk, uniformen orientalsk med tyrkisk snit. Zuaverne fik hurtigt stort ry for tapperhed, og mange franskmænd indtrådte i rækkerne. Under kampene ved Abd-el-Kader viste de indfødte zuaver sig imidlertid upålidelige, og fra 1839 dannedes zuaverne udelukkende af franskmænd. De indfødte indtrådte senere (1842) i de af maréchal Bugeaud oprettede turkosregimenter. — I 1831 var zuavregimentet blevet udvidet til 3 bataljoner. I 1852 dannede kejser Napoleon III et regiment af hver bataljon, og desuden fik kejsergarden et zuavregiment på 2 bataljoner.
Zuaverne udmærkede sig i flere krige og fik især international bevågenhed under Krimkrigen, men efter Algeriets selvstændighed blev de nedlagt i 1962.

## Uniform
Zuavernes uniform var karakteristisk ved sin korte, åbne jakke, posede bukser og orientalske hovedtøj, men i løbet af 1. verdenskrig blev uniformen mere lig den franske hærs almindelige uniformer.

## Zuaver i andre lande
Pavestaten havde et zuavregiment 1861-1870, og under den amerikanske borgerkrig havde både Nord- og Sydstaterne zuaver.